# 香住漁港

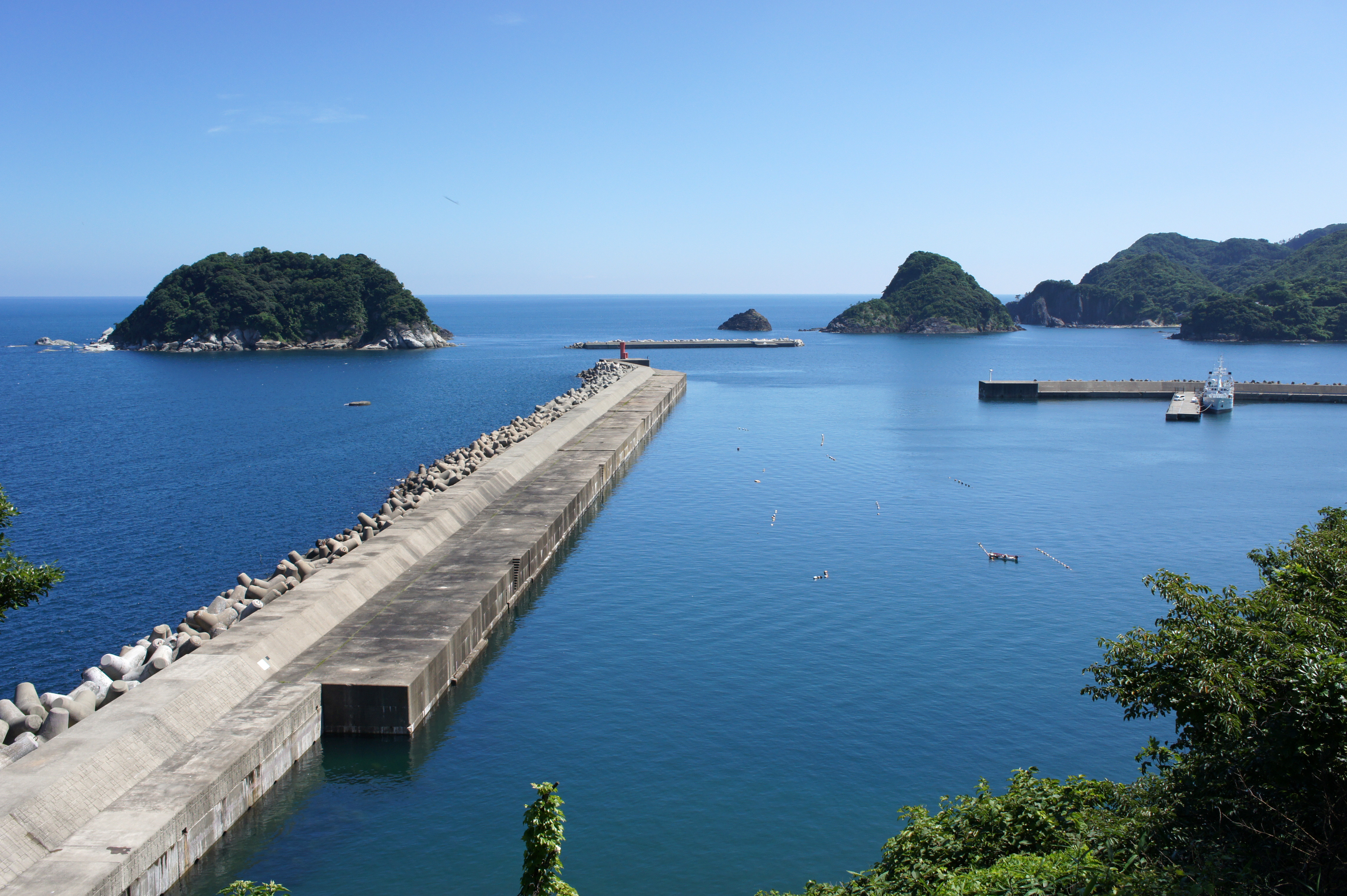
香住漁港

香住漁港（かすみぎょこう）は、兵庫県美方郡香美町にある第3種漁港である。但馬地方で最大の漁港である。

## 概要
- 管理者 - 兵庫県
- 漁業協同組合 - 但馬
- 組合員数 - 564名
- 漁港番号 - 3230020

## 主な魚種
- イカ
- カニ
- カレイ

## 主な漁業
- 沖合底びき網漁業
- べにずわいかにかご漁業
- 中型まき網漁業
- 沿岸いかつり漁業
- 沿岸一本釣漁業
- 定置網漁業
- 採貝藻漁業